# Сешат
Сешат је, (са разним изговорима), била древна египатска богиња мудрости, знања и писања. Била је виђена као писар и чувар записа, а њено име значи она која пише (тј. она која је писар) и заслужна је за измишљање писања. Такође је идентификована као богиња рачуноводства, архитектуре, астрономије, астрологије, грађевине, математике и геодетских премера.
У уметности је приказана као жена са седмокраким амблемом изнад главе. Нејасно је шта овај амблем представља. Овај амблем је порекло алтернативног имена за Сешат, Сефкет-Абви, што значи „седмороги“.
Газдарица Куће књига је још једно име за Сешат, божанство чији су свештеници надгледали библиотеку у којој су сакупљани свици најважнијих знања. Један принц Четврте династије, Веп-ем-нефрет, забележен је као надгледник краљевских писара, свештеник Сешат на плочи стеле. Хелиополис је било место њеног главног светилишта.
Обично је приказана како држи палмину грану, са урезима који означавају бележење протока времена, посебно за праћење додељивања времена за живот фараона. Такође је била приказана како држи друге алате и, често, држи чворове ужета који су били растегнути за премер земље и грађевина. Често се приказује обучена у гепардову или леопардову кожу, симбол погребних свештеника. Ако није приказана са кожом преко хаљине, узорак хаљине је био узорак пегаве мачке. Сматрало се да образац на природној кожи представља звезде, симбол вечности и везу са ноћним небом.
Као божански мерач и писар, веровало се да је Сешат помагала фараону у обе ове праксе. Она је та која је зарезујући палму бележила време одређено фараону за његов боравак на земљи. Сешат је помагала фараону у ритуалу „истезања кабла“. Овај ритуал је повезан са постављањем темеља храмова и других важних грађевина како би се утврдило и осигурало свето поравнање и прецизност димензија. Њене вештине биле су неопходне за снимање земљишта, за поновно успостављање граничних линија након годишњих поплава. Свештеница која је у њено име вршила ове функције, такође је надзирала особље других који су обављали сличне дужности и били обучени у области математике и сродног знања.
Такође је била одговорна за снимање говора које је фараон одржао током церемоније крунисања и одобравање пописа страних заробљеника и добара стечених у војним походима. Током Новог краљевства била је укључена у фестивал Сед који су одржавали фараони, који су могли да прославе тридесет година владавине.
Тот (Дјехути на староегипатском), рачунар времена и бог писања, који је такође поштован као бог мудрости, био је уско поистовећен са Сешатом, са којом је делио неке преклапајуће функције. Понекад је била идентификована као његова ћерка, а понекад као његова сапутница.

## Амблем
Амблем Сешат је хијероглиф који представља богињу Сешат у древном Египту. Како амблем симболизује ово божанство, налази се на њеној глави. Амблем је био дугачка стабљика са цветом од седам латица на врху и надвишеном пар рогова.
Амблем Сешат на египатском је име Сешат. Сматра се да њено порекло такође укључује звезде и древну египатску астрономију.

### Употреба камена у Палерму
Чувени камен из Палерма из 24. века пре нове ере вишеструко је користио Сешатин амблем. Јавља се на аверсу Palermo Piece (у Палерму музеју), 1 од 2 велика комада у 7-делном Камену из Палерма. Користи се на аверсу, ред 3. (од 6 редова), и користи се два пута у запису краља Године 34 и 40 краља Ден. Такође се користи на камену за Бога Сешуа, мушки парњак Сешат.
| F31 · X1 | \| \| | R21 |
|          |       |     |

|  |

| U1 | S39 | Z9 · Z9 |

| I9 · D47 · X1 | S39 | Z9 · Z9 |

### Иконографски пример, Богиња Сешат
Један од познатих примера иконографске употребе грба Сешат је од фараона и краљице, Хатшепсутине црвене капеле.

## Галерија
- Хатшепсут и Сешат, Црвена капела
- Шабти кутија са хијероглифима амблема Сешат
- Богиња Сешат, око 1919-1875. п. н. е. музеј Бруклин
- Сешат уклесана на полеђини престола седеће статуе Рамзеса II у храму Амуна у Луксору. Датира из око 1250. п. н. е.[3]
- Сешат у Луксору
- Сашет у Карнашком храму
- Храм Едфу
- Храм Ком Омбо
- Статуа Сешат, бронза, 15,8 cm, касни период старог Египта (664–332. п. н. е.), музеј Лувр